# 어웨이크너: 히어로의 탄생
《어웨이크너: 히어로의 탄생》(포르투갈어: O Doutrinador)은 2018년 공개한 브라질의 액션, 범죄, 슈퍼히어로 영화이다.

## 출연진
주연
- 키코 피솔라토 : 미겔 역
- 타이나 메디나 : 니나 역
- 사무엘 지 아시스 : 에두 역
- 카를로스 베탕 : 안테로 고메스 역

조연
- 투카 안드라다 : 시카